# Synthliboramphus
Genre
Le genre Synthliboramphus regroupe plusieurs espèces d'oiseaux marins migrateurs apparentés aux pingouins. Certains auteurs considèrent les espèces S. hypoleucus et S. craveri comme conspécifiques et les regroupent dans le genre monotypique des Endomychura.

## Description
Ce sont des alcidés de petite taille, dont le nom vernaculaire comporte le nom de guillemot. Ils ont la partie supérieure du corps principalement noire et des courtes ailes.

## Comportement

### Alimentation
Ces oiseaux se nourrissent, à l'instar des autres alcidés, principalement de poissons, petits crustacés et quelques autres petits invertébrés marins.

### Reproduction
Ils se reproduisent en colonies au nord du Pacifique et une fois la période de reproduction terminée descendent plus au sud. Ils sont nocturnes lors des périodes de reproduction, probablement pour éviter la prédation. Leurs petits sont nidifuges et peuvent gagner la mer après quelques jours seulement, probablement pour la même raison. Les parents, depuis la mer, appellent leurs petits, qui finissent par les rejoindre.

## Répartition
Ces oiseaux vivent au nord du Pacifique.

## Histoire évolutive
Plusieurs restes fossiles sont connus. Un fossile a été découvert sur l'île de Cedros au Mexique et date d'environ 7.25 à 5.33 MA. Un autre, identifié comme une espèce déférente, la S rineyi de la fin du Pliocène c'est-à-dire autour de 3,5 à 2 Ma a été découverts dans la formation de San Diego.

## Liste d'espèces
D'après la classification de référence (version 14.1, 2024) de l'Union internationale des ornithologues, il y a 5 espèces du genre Synthliboramphus (ordre philogénique) :
- Synthliboramphus hypoleucus (Xántus de Vésey, 1860) – Guillemot de Xantus ;
- Synthliboramphus scrippsi (Green & Arnold, 1939) – Guillemot de Scripps ;
- Synthliboramphus craveri (Salvadori, 1865) – Guillemot de Craveri ;
- Synthliboramphus antiquus (Gmelin, JF, 1789) – Guillemot à cou blanc ;
- Synthliboramphus wumizusume (Temminck, 1836) – Guillemot du Japon.